# Vilmar Ediciones
Vilmar Ediciones nom comercial de l'empresa Vilmar Ediciones, S. A. va ser una editorial, ubicada a Barcelona, que va publicar diverses col·leccions de literatura juvenil, contes encunyats i còmics a les dècades dels setanta i vuitanta del segle passat. Se l'adscriu a l'anomenat mercat de la pobresa. Vilmar va començar produint revistes de gènere de l'oest, que després simultani amb les de terror, produïdes a la calor de l'èxit de Dossier Negro (1968) d'Ibero Mundial de Ediciones, i bèl·liques. L'editorial es va fundar el 1970 i es va dissoldre el gener del 1987.